# Mu ren zhuang

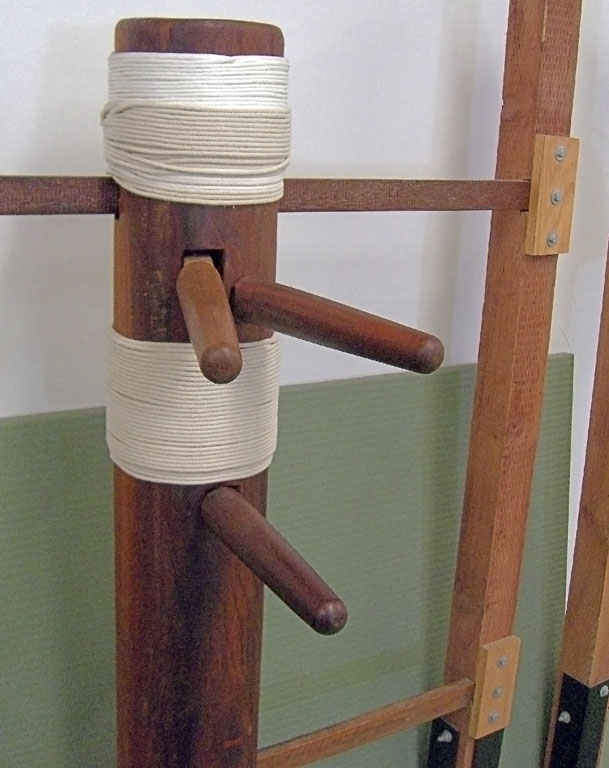
„Holzpuppe“ – Murenzhuang, Muk Yan Jong – einer Wingchun-Schule

Der Mu ren zhuang, nach korrekter Pinyin-Rechtschreibung Murenzhuang, (chinesisch 木人樁 / 木人桩, Pinyin mùrénzhuāng, Jyutping muk6jan4zong1, kantonesisch Muk Yan Jong – „wörtlich Hölzerner-Menschen-Pfahl“) ist ein hölzernes Übungsgerät, das zum Trainieren von Schlägen, Tritten und Kombinationen verwendet wird. Die „Holzpuppe“ findet allgemein in chinesischen Kampfkünsten Verwendung, beispielsweise in der südchinesischen Kampfkunst Wing Chun, Hung Kuen, Tang Lang Quan, Choy Lee Fut oder auch in Jeet Kune Do, der Kampfkunst-Stil von Bruce Lee, der auch Yip Mans Schüler war. Die „Holzpuppe“ ist nicht, wie es fälschlicherweise behauptet wird, allein das Trainingsgerät der Kampfkunst Wing Chun. Im Laufe vieler Jahre entwickelte sich die „Holzpuppe“ mit den verschiedenen Stilen in der Kampfkunst immer weiter, bis sie letztendlich die Gestalt der heute weit verbreiteten „Puppe“ annahm. Von Stil zu Stil unterscheidet sich die Konstruktion. So war der Muk Yan Jong zu Beginn seiner Zeit noch ein in den Boden gerammter Holzpfahl, welcher von Seilen ummantelt war. 
Es gibt „Holzpuppen“ mit rundem und quadratischem Stamm und auch mit starren und beweglichen Armen, die von oben nach unten geklappt werden können. Von Aufbau und Befestigung der Holzpuppen gibt es unterschiedliche Varianten: Entweder werden die Stämme federnd an zwei Latten aufgehängt, oder der Pfahl wird im Boden frei stehend verankert.
Die Abmessungen der Muk Yan Jong sind nicht festgelegt. Andererseits gibt es aber auch sehr ausgefeilte Konstruktionshinweise.
Wichtig ist, dass es beim Training an der Holzpuppe nicht darauf ankommt, möglichst hart zu schlagen, sondern korrekte Positionen einzunehmen. 

## Mu ren zhuang im Wing Chun
Im Wing Chun wird die „Holzpuppe“ – Mu ren zhuang teils als Trainingsinstrument für alle Level genutzt, teils erst nach dem mehr oder weniger intensiven Studium der drei „Luft“-Formen gelehrt. Ein wirklich sinnvolles Training an der Holzpuppe ist erst für den fortgeschrittenen Schüler möglich, da er seine Kenntnisse aus dem Training mit dem Partner auf den Dummy übertragen muss. Die Fantasie des Schülers spielt hier eine ausschlaggebende Rolle.

## Anmerkung
1. ↑  Dieser ursprünglicher Typ von Murenzhuang ist beispielsweise in der japanischen Shonen Manga- bzw. Anime-Serie Kenichi – The Mightiest Disciple (史上最強の弟子ケンイチ Shijō Saikyō no Deshi Ken’ichi), zum Thema Kampfkunst allgemein zu sehen. Der Karate-Meister im Anime Shio Sakaki übt sich beispielsweise an einem solchen von Seilen umwickelten Holzpfahl, der letztlich den Urtyp des Murenzhuang darstellt.